# Podagrafű
A podagrafű vagy köszvényfű (Aegopodium podagraria) Európában és Ázsiában elterjedt, árnyékos helyet, nedves laza talajt kedvelő növény.
Görög eredetű botanikai neve, Aegopodium, azaz "kecskeláb" a levél alakjára, a podagraria, "lábköszvény" a növény gyógyhatására utal, régen erre a betegségre alkalmazták.

## Előfordulása
Európa, Ázsia területén található. Árnyékos, félárnyékos helyet kedvelő növény. Nedves, vizes talajokon él.
Hazánkban nyirkos és sziklás erdőkben gyakori faj. Magyarországon többek közt a Gödöllői-dombság területén él.
Agresszív növésű faj, ami minden normál kerti talajban jól fejlődik. Laza, nedves talajon hamar nagy felületet beborít és a többi lágy szárú növényt is képes kiszorítani. Tőosztással szaporítható.

## Megjelenése
30–100 cm magas tarackos tövű évelő növény. Szára szögletesen barázdás, üreges. Levelei mélyen háromosztatúak, fiatalon üde zöldek. A levélkék ferdén tojásdadok, kopaszok vagy a fonákukon finoman pelyhesek, csipkés-fűrészes szélűek, petrezselyem illatúak.
Virágzata 12-20 sugarú összetett ernyő, virágai fehérek. Gallér- és gallérkalevelei rendszerint hiányoznak. A termés 3–4 mm hosszú, tojásdad. Május-júliusban virágzik.
C-vitaminban, A-vitaminban és fehérjékben gazdag.

## Felhasználása
Friss, virágzás előtti levelei salátaként, főzelékként fogyaszthatóak. Idősebb leveleinek íze a petrezselyemre hasonlít, így inkább fűszerezésre alkalmas. Köszvény, reuma, isiáz esetén külsőleg alkalmazható, az összezúzott szárát borogatás formájában a már említett panaszok meglétekor. A borogatás alkalmazható rovarcsípésekre is. Anyagcsere serkentő és gyulladáscsökkentő hatása miatt a teáját a böjti kúráknál is alkalmazták.

## Képgaléria

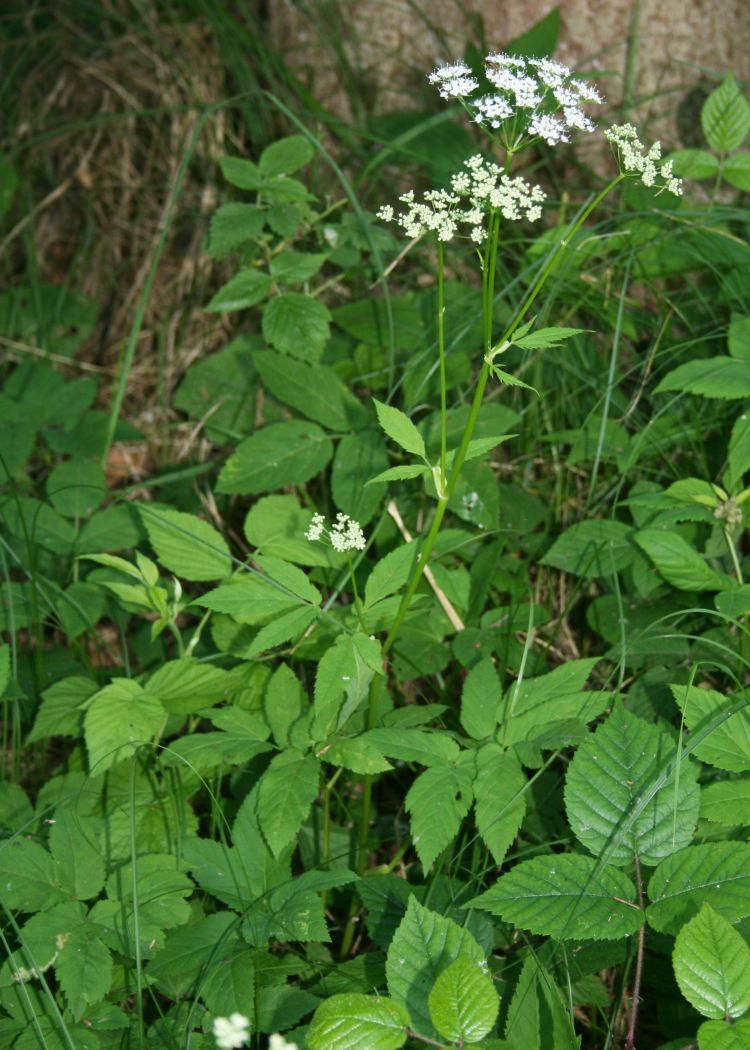
Kifejlett növény
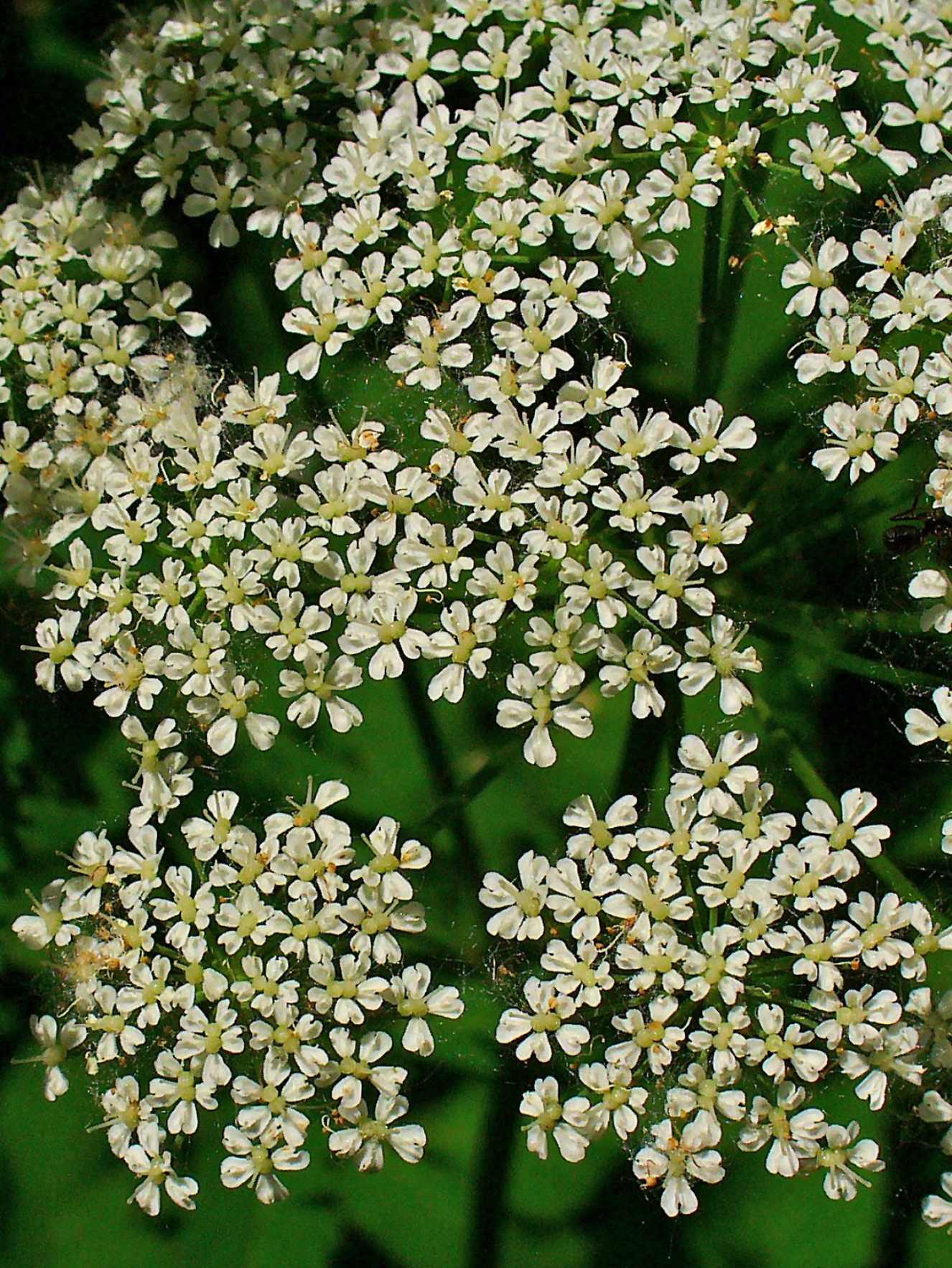
Virágernyője
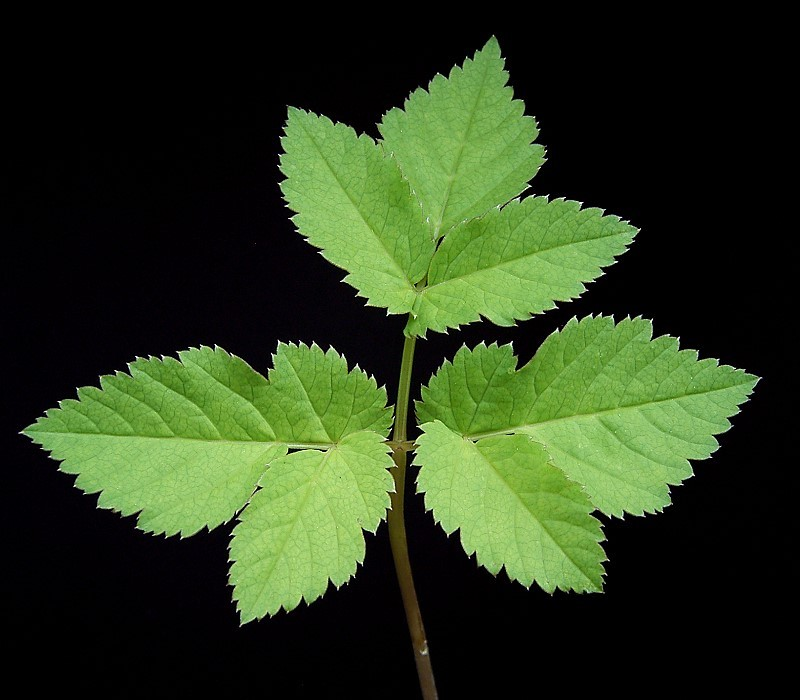
Levelei
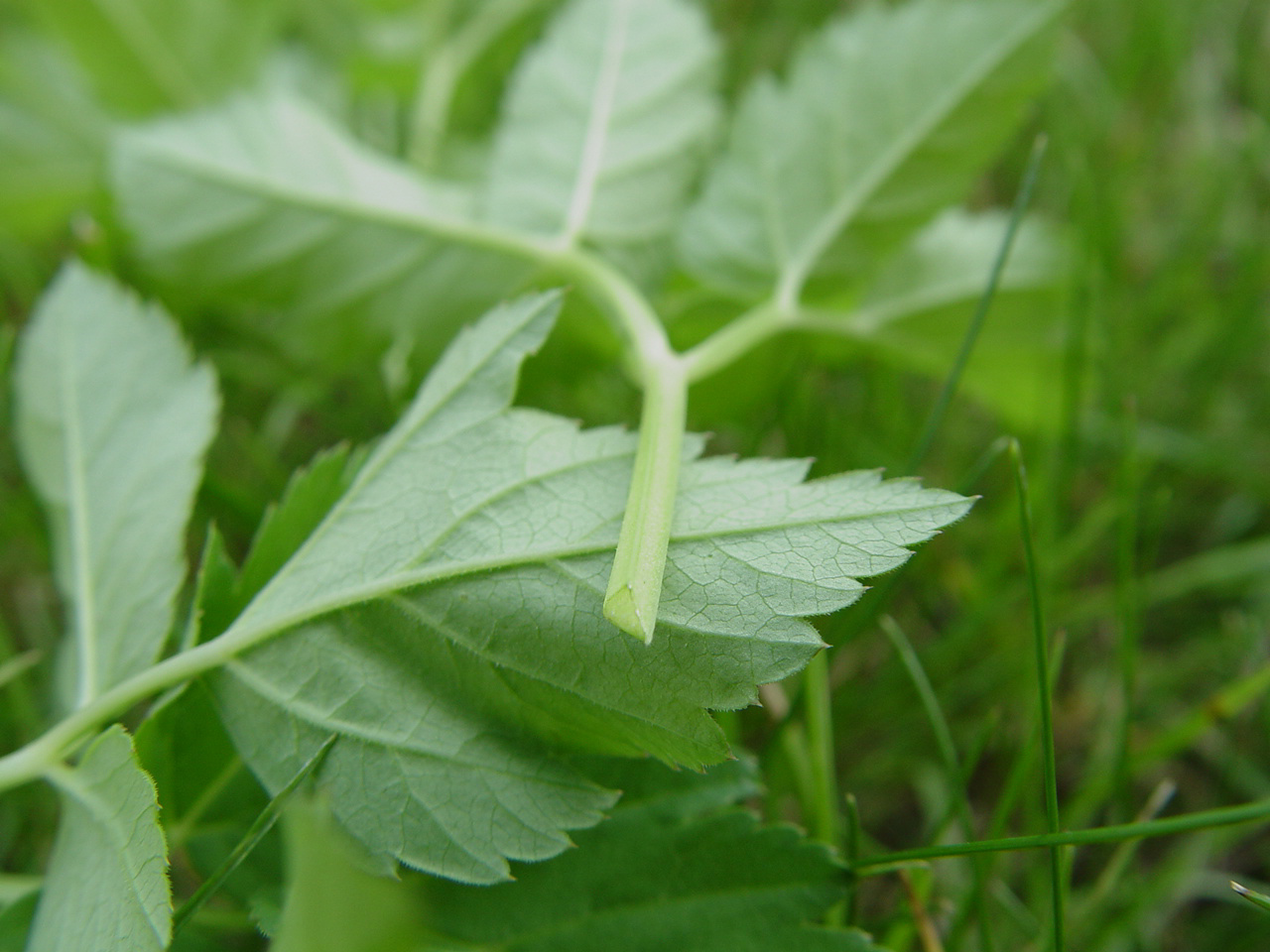
Levelei fonákja
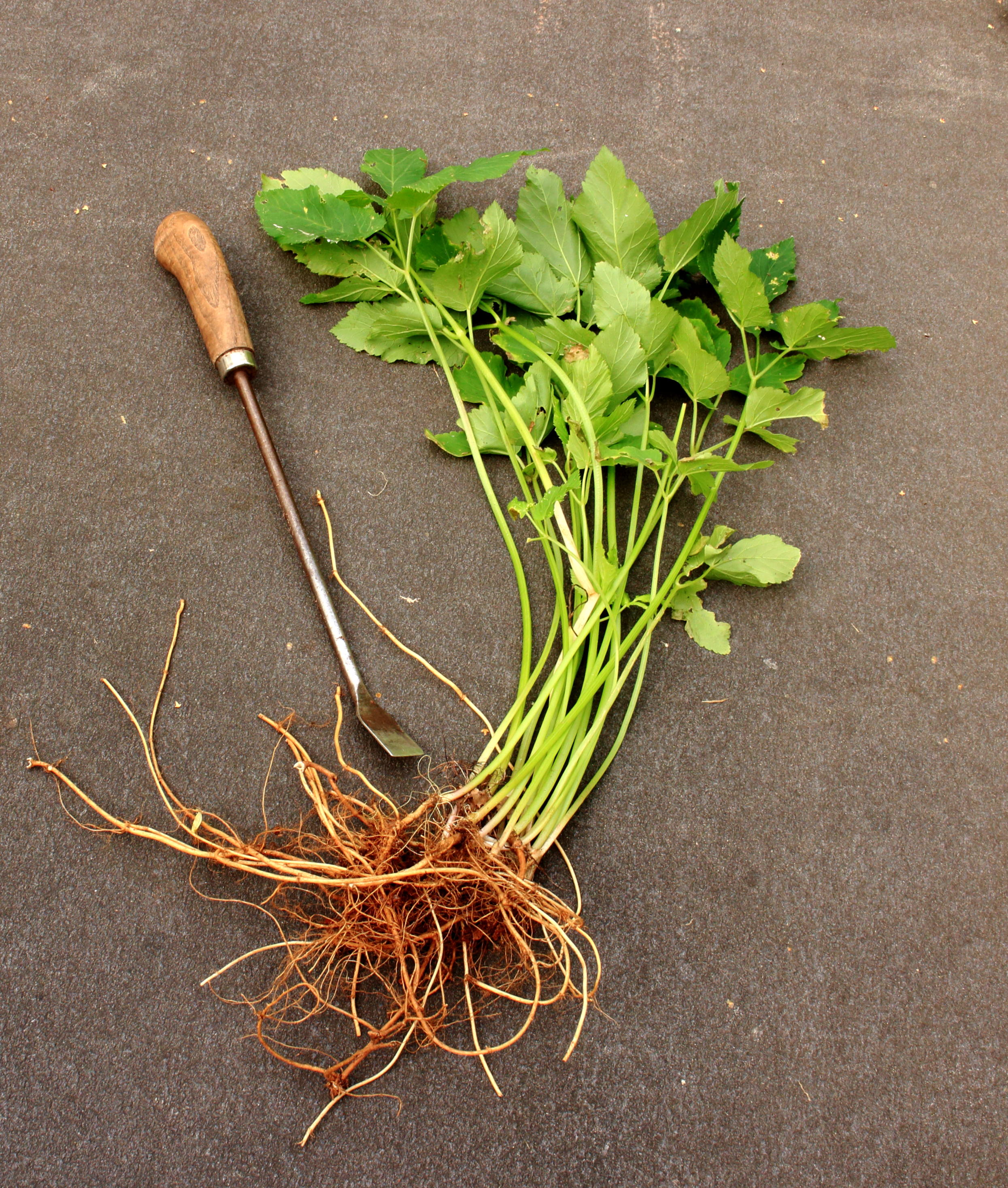
Gyökérzete